# Моисеева, Ариадна Александровна
Ариадна Александровна Моисеева (17 сентября 1922, Вологда, Вологодская губерния, РСФСР — 21 декабря 1975, Ленинград, СССР) — советский библиотековед, библиотечный деятель, заслуженный работник культуры РСФСР (1975).

## Биография
Родилась 17 сентября 1922 года в Вологде. В 1949 году поступила в ЛГИК имени Н. К. Крупской, который окончила в 1954 году; затем работала в одной из массовых библиотек Ленинградской области, а также заведовала научной библиотекой Института физиологии имени И. П. Павлова в Колтушах. В 1960 году была принята на работу в БАН, где занимала должность заместителя директора по научной работе, а в 1968 году была избрана на должность и. о. директора, в которой проработала вплоть до 1970 года.
Скончалась 21 декабря 1975 года в Ленинграде после долгой и продолжительной болезни.

## Научные работы
Основные научные работы посвящены библиотековедению. Автор ряда научных работ.
- Являлась инициатором создания в БАНе научно-исследовательского отдела истории книги.